# Giải Cánh diều 2012
Giải Cánh diều năm 2012 được Hội Điện ảnh Việt Nam tổ chức, diễn ra vào ngày 9 tháng 3 năm 2013, tại Đài truyền hình Thành phố Hồ Chí Minh. Giải có sự tham gia của 11 phim truyện nhựa,18 phim truyền hình, 24 phim ngắn, 13 phim hoạt hình, 37 phim tài liệu, 10 phim khoa học, và 3 công trình nghiên cứu, lý luận phê bình điện ảnh.
Sau nhiều năm tổ chức, giải Giải Cánh diều vẫn nhận nhiều chỉ trích từ báo chí do công tác tổ chức giải còn yếu kém, cẩu thả; nhiều phim nhận giải chưa được công chiếu rộng rãi. Việc đạo diễn Victor Vũ, người giành giải đạo diễn xuất sắc nhất không đến nhận giải cũng đặt ra nhiều câu hỏi về uy tín của giải thưởng này.
Thiên mệnh anh hùng, bộ phim của đạo diễn Victor Vũ đã giành giải Cánh diều vàng. Ngoài ra, đoàn làm phim còn đoạt các giải thưởng dành cho quay phim điện ảnh xuất sắc, đạo diễn xuất sắc nhất và nam diễn viên xuất sắc nhất.

## Phim truyện nhựa
Xem thêm Danh sách phim điện ảnh đạt giải Cánh Diều Vàng
- Cánh diều vàng: Thiên mệnh anh hùng
- Cánh diều bạc: Lạc lối[3][4]
- Bằng khen cho các phim: Nhà có 5 nàng tiên, Scandal – Bí mật thảm đỏ, Cát nóng, Lấy chồng người ta
- Nam diễn viên chính xuất sắc nhất: Huỳnh Đông (Thiên mệnh anh hùng)
- Nữ diễn viên chính xuất sắc nhất: Đinh Y Nhung (Lấy chồng người ta)
- Nam diễn viên phụ xuất sắc nhất: Hứa Vĩ Văn (Đam mê)
- Nữ diễn viên phụ xuất sắc nhất: Maya (Scandal: Bí mật thảm đỏ)
- Quay phim xuất sắc nhất: K'Linh (Thiên mệnh anh hùng)
- Họa sĩ thiết kế xuất sắc nhất: Phạm Quang Vĩnh (Mùa hè lạnh)
- Âm thanh xuất sắc nhất: Trần Đức Quang – Trần Anh Khoa (Thiên mệnh anh hùng)
- Âm nhạc xuất sắc nhất: Nhạc sĩ Lương Minh (Lạc lối)
- Giải Báo chí - Phê bình điện ảnh cho phim truyện điện ảnh xuất sắc nhất  năm 2012: Scandal - Bí mật thảm đỏ

## Phim truyền hình
- Phim xuất sắc nhất: Thái sư Trần Thủ Độ
- Nam diễn viên chính xuất sắc nhất: Quý Bình (Bước qua bóng tối)
- Nữ diễn viên chính xuất sắc nhất: Huệ Minh (Chiến hạm nổ tung)
- Đạo diễn xuất sắc nhất: Đào Duy Phúc (Thái sư Trần Thủ Độ)
- Biên kịch xuất sắc nhất: Nguyễn Mạnh Tuấn (Thái sư Trần Thủ Độ)

## Các thể loại khác[5]

### Phim ngắn
- Cánh diều Vàng: Chiếc hộp Pandora - đạo diễn Đặng Việt Đức
- Cánh diều Bạc: Nợ - đạo diễn Bùi Thị Hà
- Cánh diều Bạc: Căn phòng 2012 - đạo diễn Nguyễn Hồng Quân
- Bằng khen: Trực nhật với Thư Kỳ - đạo diễn Đỗ Quốc Trung
- Bằng khen: Sông cướp dòng  - đạo diễn Võ Quốc Thánh
- Bằng khen: Chuyện của con - đạo diễn Phùng Văn Định

### Phim khoa học
- Cánh diều Vàng: Những gia đình ở Tràm Chim - đạo diễn Vũ Hoài Nam
- Cánh diều Bạc:  Bí mật từ những pho tượng phật - đạo diễn Nguyễn Hoàng Lâm
- Cánh diều Bạc: Vượn đen má hung - đạo diễn Nguyễn Hồng Quảng
- Đạo diễn phim khoa học xuất sắc: Vũ Hoài Nam (Những gia đình ở Tràm Chim)

### Phim tài liệu nhựa
- Cánh diều Vàng: (Không có)
- Cánh diều Bạc: Những người chốt giữ thành cổ (đạo diễn Phạm Huyên)
- Cánh diều Bạc: Andre Menras - một người Việt (đạo diễn Đào Thanh Tùng)

### Phim tài liệu truyền hình
- Cánh diều Vàng: (Không có)
- Cánh diều Bạc: Chuyện hai người lính - đạo diễn Vũ Phong Cầm
- Cánh diều Bạc: Dòng chảy không có tận cùng - đạo diễn NSƯT Nguyễn Lê Văn và Vũ Minh Bảo
- Cánh diều Bạc: Những cột mốc người - đạo diễn Nguyễn Minh - Phúc Thành
- Cánh diều Bạc: Tổng bí thư Lê Hồng Phong - Người Cộng sản trung kiên - đạo diễn Nguyễn Quốc Khánh
- Bằng khen: Chuyện những người ở lại - đạo diễn Bùi Tuấn
- Bằng khen: Con mắt còn có đuôi - đạo diễn NSƯT Trịnh Quang Tùng
- Đạo diễn xuất sắc: NSƯT Nguyễn Lê Văn - Vũ Minh Bảo (Dòng chảy không có tận cùng)

### Công trình nghiên cứu, lý luận phê bình điện ảnh - truyền hình
- Năng khiếu, tài năng và vấn đề tuyển chọn sinh viên (PGS.TS Trần Thanh Hiệp, Hiệu trưởng Trường ĐH Sân khấu điện ảnh Hà Nội)

### Phim hoạt hình
- Cánh diều Vàng: Càng to càng nhỏ - đạo diễn Trịnh Lâm Tùng
- Cánh diều Bạc: Trần Quốc Toản - đạo diễn NSƯt Trần Trọng Bình
- Cánh diều Bạc: Bù nhìn rơm - đạo diễn Phùng Hà
- Bằng khen: phim Khoảng trời - đạo diễn Lê Bình,
- Bằng khen: Bò vàng - đạo diễn Trần Khánh Duyên
- Bằng khen: Cuộc phiêu lưu của búp bê thiên thần - đạo diễn Bùi Nga.
- Đạo diễn sắc nhất: Trần Khánh Duyên (Bò vàng)